# Plethodon larselli
Plethodon larselli (tên tiếng Anh: Larch Mountain Salamander) là một loài kỳ giông trong họ Plethodontidae.
Nó là loài đặc hữu của Bắc Mỹ. 
Các môi trường sống tự nhiên của chúng là các khu rừng ôn hòa và vùng nhiều đá.
Nó bị đe dọa do mất môi trường sống.